# Reserva Científica da Caldeira de Luba
A Reserva Científica da Caldeira de Luba (em castelhano:  Reserva científica de la Caldera de Luba) é uma área protegida de 51 000 hectares (130 000 acres), localizada na ilha vulcânica de Bioko (conhecida anteriormente como Fernando Pó), uma parte do país africano da Guiné Equatorial. A densa selva tropical é rica em espécies de plantas e animais, incluindo uma alta população de primatas, algumas endêmicas da reserva. Além disso, grande parte da reserva consiste num bosque primário. No entanto, a população de primatas está em perigo, devido à crescente demanda por carne e à falta de efetividade da proibição da caça na reserva.
A Associação Amigos de Doñana (Asociación Amigos de Doñana, AAD), uma organização não governamental espanhola, pôs em marcha um programa para a conservação e o desenvolvimento do ecoturismo na ilha de Bioko em 1995, com ênfase na conservação das tartarugas-marinhas verdes. Isto foi seguido em 1996 e 1997 pelos estudos das áreas de importância crítica para a conservação da diversidade biológica, desenvolvidos pelo Ministério das Florestas, de Pescas e do Meio Ambiente. O programa de conservação AAD, um novo conceito na Guiné Equatorial, incluiu os planos para a educação ambiental e o ecoturismo, com estudos de espécies que são extraordinariamente interessantes biologicamente e programas para domesticar animais selvagens.
Uma expedição espanhola realizada em 2007, pela Universidade Politécnica de Madrid, afirma ser a primeira em ter cruzado a cratera ali presente, considerada pelos habitantes locais como um lugar onde os espíritos habitam. A equipe usou cordas para subir as paredes da cratera quase verticais, que tem cerca de um quilômetro de altura.